# Osterwald (Naturschutzgebiet)

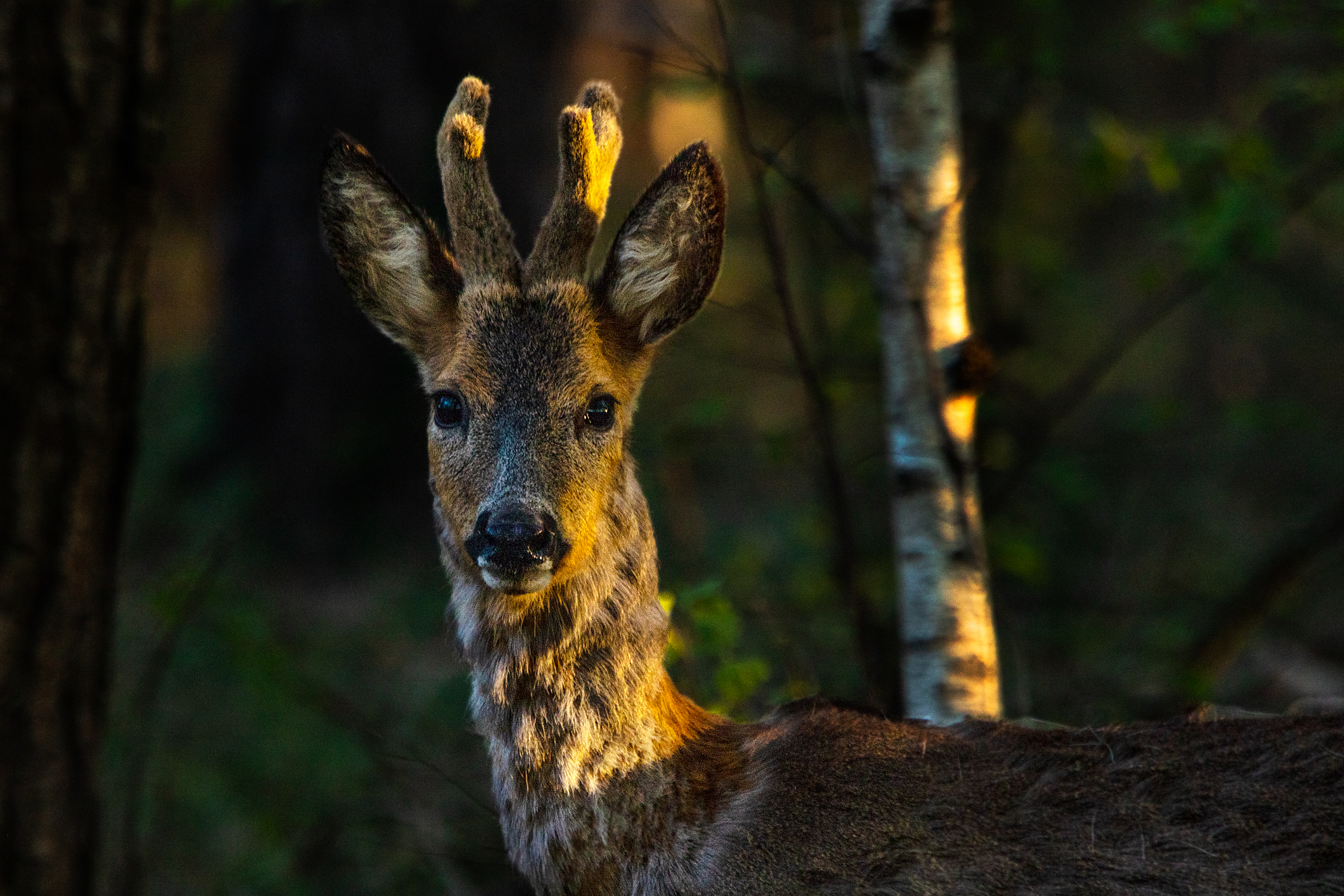
Rehbock im Osterwald

Das Naturschutzgebiet Osterwald liegt in der Stadt Espelkamp im Kreis Minden-Lübbecke. Es ist rund 74,5 ha groß und wird unter der Bezeichnung MI-061 geführt. 
Es liegt im Osten der Ortschaft Schmalge auf beiden Seiten der Landesstraße 770 und westlich der Landesstraße 771 in der Nähe des Naturschutzgebietes Zuschlag.

## Bedeutung
Die Unterschutzstellung erfolgte zur Erhaltung der Lebensgemeinschaften von seltenen und gefährdeten Tier- und Pflanzenarten im Bereich des Osterwaldes. Besonders schützenswert sind die bodensauren Eichenwälder sowie die Stieleichen-Hainbuchenwälder. Naturnahe Stillgewässer und naturnahe Grabenabschnitte bilden mit ihren Sümpfen, Röhrichten, Seggenrieden und Hochstaudenfluren Refugien für zahlreiche Pflanzen und Tiere. Außerdem sind vorhandene Amphibienwanderwege zu sichern.
Das Naturschutzgebiet ist im Landesentwicklungsplan von Nordrhein-Westfalen und im Gebietsentwicklungsplan (Teilabschnitt Oberbereich Bielefeld) als Gebiet mit landesweiter Bedeutung für den Biotopverbund dargestellt. Es ist als FFH-Gebiet Osterwald ausgewiesen (Natura 2000-Nr. DE-3518-302). Besonders bemerkenswert sind die Vorkommen des Mittelspechts, des Schwarzspechts, des Rotmilans und des Pirols.